# Соккер Боул
Соккер Боул (англ. Soccer Bowl) — финальный матч за звание чемпиона Североамериканской футбольной лиги (NASL), проводился с 1975 по 1983 год. Был создан комиссаром лиги, Филом Вуснамом, по аналогии с Супербоулом, финальной игрой по американскому футболу за звание чемпиона Национальной футбольной лиги. Проводился на нейтральном поле.
До 1975 года лига использовала иные форматы матчей за звание чемпиона. В 1968 и 1970 годах разыгрывались по два финальных матча. В 1971 и 1984 серия финальных матчей разыгрывалась до трёх побед. В 1969 году не было серии плей-офф, победитель регулярного сезона был назван чемпионом.

## Результаты игр
| Игра            | Дата             | Место             | Победитель             | Счёт      | Проигравший              | Посещаемость |
| --------------- | ---------------- | ----------------- | ---------------------- | --------- | ------------------------ | ------------ |
| Соккер Боул '75 | 24 августа 1975  | Спартан Стэдиум   | Тампа-Бэй Раудис       | 2:0       | Портленд Тимберс         | 17 483       |
| Соккер Боул '76 | 28 августа 1976  | Кингдоум          | Торонто Метрос-Кроэйша | 3:0       | Миннесота Кикс           | 25 765       |
| Соккер Боул '77 | 28 августа 1977  | Сивик Стэдиум     | Нью-Йорк Космос        | 2:1       | Сиэтл Саундерс           | 35 548       |
| Соккер Боул '78 | 27 августа 1978  | Джайентс Стэдиум  | Нью-Йорк Космос        | 3:1       | Тампа-Бэй Раудис         | 74 091       |
| Соккер Боул '79 | 8 сентября 1979  | Джайентс Стэдиум  | Ванкувер Уайткэпс      | 2:1       | Тампа-Бэй Раудис         | 50 699       |
| Соккер Боул '80 | 21 сентября 1980 | РФК Стэдиум       | Нью-Йорк Космос        | 3:0       | Форт-Лодердейл Страйкерс | 50 768       |
| Соккер Боул '81 | 26 сентября 1981 | Эксибишн Стэдиум  | Чикаго Стинг           | 0:0 (2:1) | Нью-Йорк Космос          | 36 971       |
| Соккер Боул '82 | 18 сентября 1982 | Сан-Диего Стэдиум | Нью-Йорк Космос        | 1:0       | Сиэтл Саундерс           | 22 634       |
| Соккер Боул '83 | 1 октября 1983   | Би-Си Плэйс       | Талса Рафнекс          | 2:0       | Торонто Близзард         | 53 326       |